# Art des situles

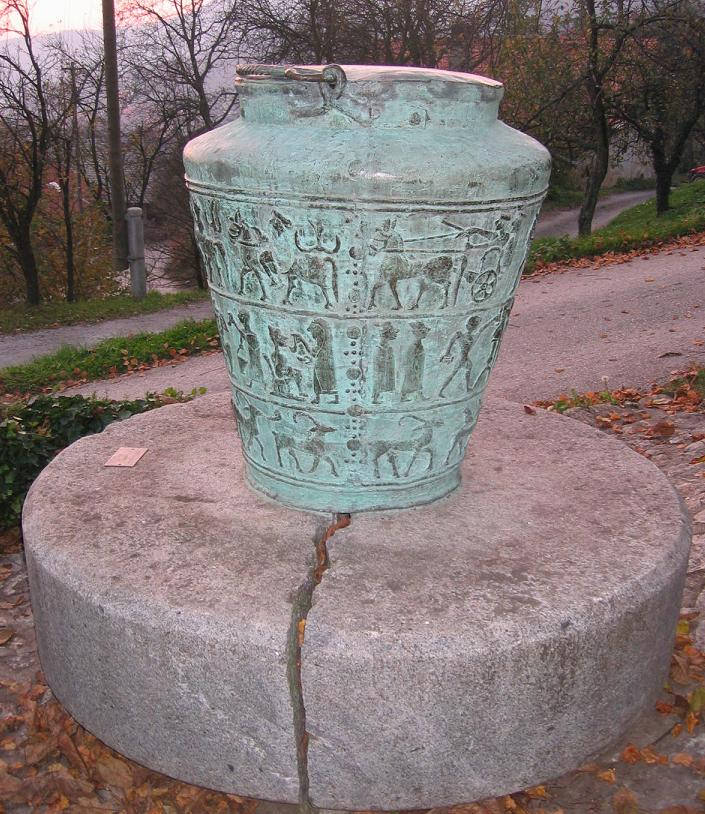
Copie agrandie de la situle de Vače (Slovénie).

L'art des situles est un style de décor figuré représenté dans les Alpes orientales (Italie du Nord, Autriche, Slovénie) entre les VIe et IVe siècles av. J.-C. Il s'est appliqué en particulier à un type de récipients de bronze appelés « situles » (du latin situla, « seau »), d'où son nom.
On le rencontre dans la production artistique de peuples tels que les Vénètes de l'Adriatique, les Illyriens, les Celtes et les Étrusques.
L'existence de cet ensemble culturel a été véritablement identifiée et révélée au public par une importante exposition présentée à Florence en 1961 (L'arte delle situle dal Po al Danubio) puis à Vienne en 1962 (Situlenkunst zwischen Po und Donau. Verzierte Bronzearbeiten aus dem ersten Jahrtausend v. Chr.).
Le décor est souvent constitué de plusieurs registres de frises ceinturant le vase et représentant des scènes religieuses, guerrières ou tirées de la vie quotidienne ou des motifs animaliers. Ces scènes semblent avoir une valeur narrative et rituelle, et pas seulement décorative.
Le décor en registres superposés n'est pas original ; il est connu dans le Proche-Orient antique et fréquent dans la céramique grecque ionienne et protocorinthienne. Il relève de l'influence orientalisante, comme les frises d'animaux ou de guerriers et certains motifs végétaux. Cette influence est plus marquée sur les situles les plus anciennes. Les scènes de la vie quotidienne (banquets, jeux, etc.) sont plus originales.

## Exemplaires

### Situles

#### Italie. Émilie-Romagne
- Situle de la Certosa (Bologne).
- Situle Arnoaldi (Bologne).
- Situle de Providence (situle provenant de Bologne et conservée à Providence (Rhode Island), aux États-Unis).

#### Italie. Trentin-Haut Adige
- Situle de Sanzeno.

#### Italie. Vénétie
- Situle Benvenuti (Museo nazionale atestino, Este, Italie), la plus ancienne.
- Situle de Montebelluna[1] (situle en état fragmentaire trouvée dans la nécropole de Posmon à Montebelluna).
- Situle de l'Alpago[2] (découverte en 2002).
- Situle de Montagnana[3].

#### Slovénie
- Situle de Magdalenska Gora (Slovénie).
- Situle de Vače (Slovénie).

#### Autriche. Basse-Autriche
- Situle de Kuffarn (Basse-Autriche).

#### Autriche. Tyrol oriental
- Situle de Welzelach[4] (Tyrol oriental, Autriche).

### Autres objets
D'autres objets que les situles portent des décors d'inspiration comparable :
- Casque d'Oppeano (Italie, province de Vérone)
- Ciste de Kleinklein (Styrie, Autriche).